# Eugene
Eugene è una città statunitense, capoluogo della Contea di Lane, nello Stato dell'Oregon. È la terza più grande città e la seconda area metropolitana dell'Oregon.
È situata nel sud della Willamette Valley, alla confluenza con il fiume McKenzie e il fiume Willamette, circa 97 km a est della costa.
Nel 2021 la popolazione complessiva era di 175 096 abitanti.

## Storia
I primi ad abitare la Willamette Valley sono stati i nativi americani Kalapuya (o Calapooia o Calapooya), che si spostavano stagionalmente per raccogliere i cibi dell'area, comprese ghiande, patate indiane, quamash e bacche, che conservavano nei villaggi invernali permanenti. Quando possibile si dedicavano alla caccia, alla pesca e al commercio. Le testimonianze archeologiche indicano che la zona era abitata da circa 10 000 anni. Nel XIX secolo le abitudini dei Kalapuya cambiarono radicalmente a causa di epidemie devastanti e dell'arrivo, prima dei commercianti francesi di pellicce e poi dei coloni americani.
I commercianti francesi di pellicce si stabilirono nella Willamette Valley all'inizio del XIX secolo. I loro insediamenti erano concentrati nella French Prairie della contea di Marion. Avendo già sviluppato relazioni con le comunità native attraverso matrimoni misti e commerci, negoziarono l'acquisto di terreni dai Kalapuya. Dal 1828 al 1830 i commercianti francesi e le loro mogli indigene si stabilirono in modo permanente sui terreni acquisiti, coltivando i raccolti e allevando gli animali domestici. Dal luglio 1830 la Willamette Valley venne colpita da febbre intermittente, che i ricercatori classificarono come malaria. Secondo l'antropologo Robert Boyd, tra il 1830 e il 1840 la popolazione dei Kalapuyan ha perso il 92% dei suoi componenti nel «singolo evento epidemiologico più importante nella storia documentata di quello che sarebbe poi diventato lo stato dell'Oregon.» Nello stesso periodo nella valle arrivarono i coloni bianchi: circa 11 000 tra il 1840 e il 1860.
Con l'aumento della presenza dei coloni, i Kalapuya furono trasferiti forzatamente nelle riserve indiane: la maggior parte nella riserva indiana di Grand Ronde nel 1856. Fu imposta una rigorosa segregazione razziale e le persone di razza mista, i Métis, dovettero fare una scelta tra vivere nella riserva o fuori di essa; i nativi americani non potevano uscire dalla riserva senza autorizzazione e ai bianchi non era consentito entrarvi. Tra i coloni che arrivarono nel 1846, anche Eugene Skinner, che costruì la prima capanna su un'altura che i nativi chiamavano Ya-po-ah (ora Skinner Butte). La capanna era adibita a stazione commerciale e dall'8 gennaio 1850 riconosciuta ufficio postale. Il primo insediamento, Skinner's Mudhole (pozza di melma), nel 1853 venne rifondato più in alto con il nome di Eugene City, dal nome di Skinner.
Eugene City, istituita formalmente nel 1862, nel 1864 come City of Eugene, nel 1865 le prime elezioni del consiglio comunale, nel 1864 il primo telegrafo, nel 1865 la prima stazione di posta, nel 1871 il primo collegamento ferroviario con la Oregon and California Railroad.
La prima istituzione educativa è stato il Columbia College, fondato nel 1856 dalla Cumberland Presbyterian Church, i cui edifici subirono due incendi (nel 1856 e nel 1858), probabilmente dolosi; la prevista ricostruzione fu abbandonata nel 1860 a seguito dei contrasti all'interno della Chiesa presbieriana tra sostenitori dello schiavismo e abolizionisti.
Nel 1872 l'Assemblea legislativa dell'Oregon approvò una legge che istituiva l'Università dell'Oregon con sede a Eugene. L'Università dell'Oregon venne ufficialmente inaugurata il 16 ottobre 1876.
Nel 1964 Bill Bowerman e Phil Knight fondarono la Nike (inizialmente Blue Ribbon Sports) per importare scarpe sportive Tiger dal Giappone. Nel 1971 Bowerman ebbe l'idea delle Moon Shoe, dalla caratteristica suola ispirata alla macchina per waffle. Il primo utilizzo agonistico delle Moon Shoe è avvenuto alle selezioni olimpiche di atletica leggera (1972 United States Olympic track and field trials), organizzate proprio a Eugene nel 1972.
Dopo la crisi dell'industria del legno a metà degli anni 1980, Eugene ha attratto molte società specializzate nell'alta tecnologia, sicché l'area metropolitana di Eugene-Springfield viene chiamata Silicon shire.

### Evoluzione demografica

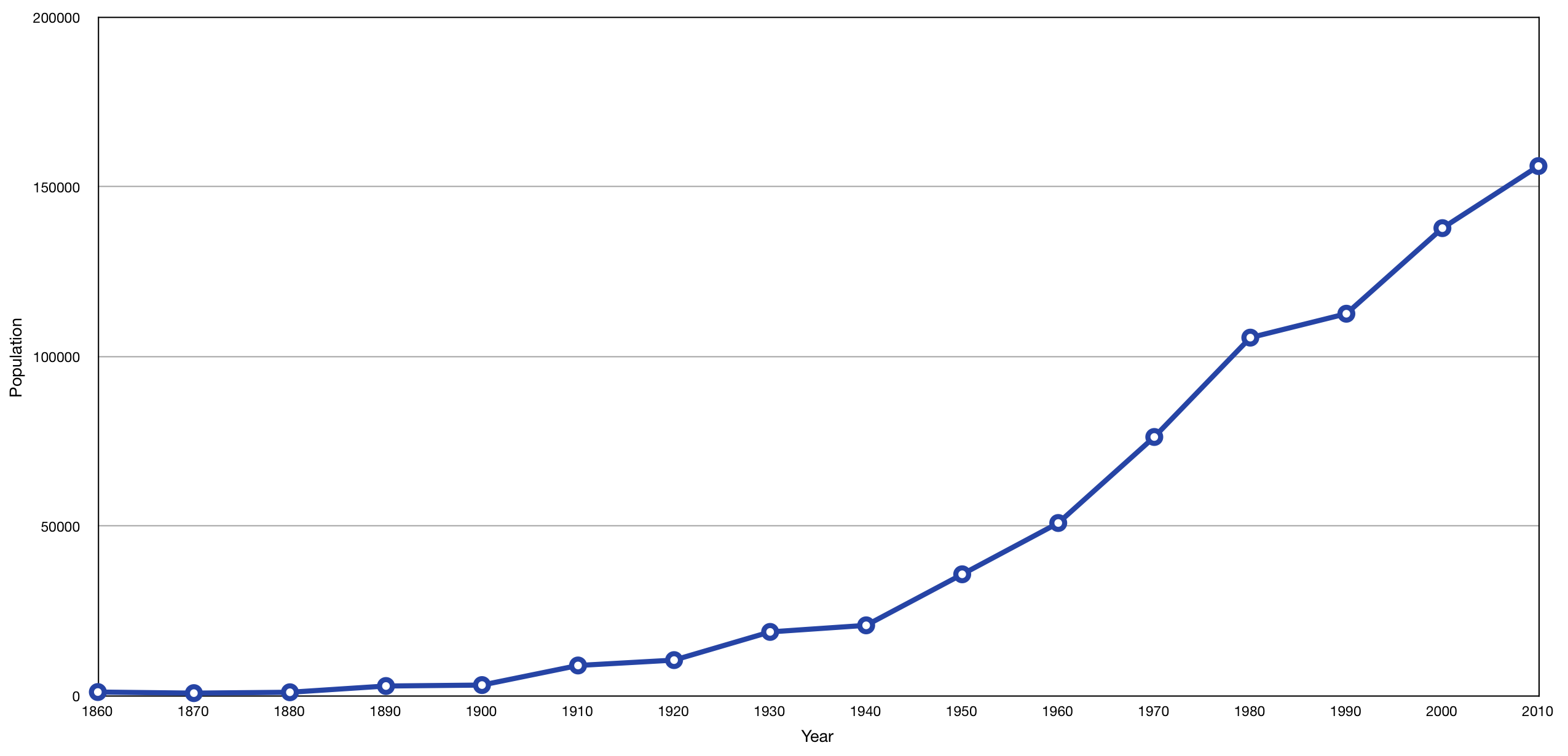
Andamento della popolazione di Eugene dal 1860 al 2010

## Istruzione
Eugene è sede dell'Università dell'Oregon, fondata nel 1876.

## Amministrazione

### Gemellaggi
- Irkutsk
- Jinju
- Kakegawa
- Katmandu

## Sport
L'Hayward Field di Eugene è stato sede delle Selezioni olimpiche di atletica leggera (United States Olympic track and field trial) nel 1972, 1976, 1980, 2008, 2012, 2016, 2020; del Campionato statunitense di atletica leggera (USA Outdoor Track and Field Championships) nel 1993, 1999, 2001, 2009, 2011, 2015, 2022.
Dal 15 al 24 luglio 2022 l'Hayward Field ha ospitato la 18ª edizione dei Campionati del mondo di atletica leggera.